# برخوانی
«بَرخوانی» اصطلاحی است که بهرام بیضایی در دههٔ ۱۳۷۰ برای گونه‌ای از روایتِ نمایشی (یا، به عبارت‌های دیگر، نمایشنامهٔ روایی یا «نقالی نمایشی») که خود، با نیم‌نگاهی به نقّالی، پرده‌خوانی، تعزیه و نیز سنّت‌های نمایشیِ دیگر، نوشته و به نمایش درآورده برساخته و به کار برده است. این، در تاریخچهٔ نظریِ دگرگونیِ تماشا و زایشِ نمایشِ ایرانی، همانا «لحظهٔ گذار از نقل روایت به نمایش» است. بیضایی خود «برخوانی» را کمابیش هم‌معنای تک‌گویی (در مقابلِ «گفتگو» در فرهنگِ یونانِ باستان) گرفته و توضیح داده که «بَرخوانی هم به معنی از بَر خواندن است، هم به معنی بلند خواندن و برای جمع خواندن. . . . بَرخوانی را من به جای نقالی گذاشتم. بَرخوانی به جای روایت و بَرخوان به جای راوی.»
از میانِ برخوانی‌های بیضایی «اژدهاک» روایی‌ترین است و «کارنامه‌ی بُندارِ بیدَخش» محاکاتی‌ترین (بازنمایانه‌ترین). در نمایشنامه‌های دیگرِ بیضایی هم که «برخوانی» نامیده نشده‌اند درجاتِ چشمگیری از خصلت‌های داستان‌گویانهٔ برخوانی هست؛ مثلاً در اَفرا، یا روز می‌گذرد.

## ریشه‌ها
بیضایی در مقالهٔ «مقدمه‌ای بر نمایش شرقی»، که سالِ ۱۳۴۷ نوشته و نخستین بار سالِ ۱۳۴۹ به نامِ «مقدمه‌ای بر نمایش شرق و غرب» منتشر کرد، اساسِ بسیاری از نظریاتِ نمایشیِ خود را توضیح می‌دهد. او به تفاوت‌های نمایشِ سنّتیِ مشرق‌زمین و نمایشِ مغرب‌زمین می‌پردازد؛ که یکی آن است که نمایشِ مشرقی، بر خلافِ نمایشِ مغربی، روایی است. سال‌ها بعد گفت:
یکی . . . گفته است که در ایران گفت‌وگو وجود ندارد. من هم همین را می‌گویم. . . . هنر ما، هنر نقالی بوده، یعنی هنر تک‌گویی. . . . شاید اولین نوشته‌های من یعنی «اژدهاک» و بعد «آرش» و بعد از آن طرح اولیه «کارنامه بندار بیدخش» محصول این بود که من داشتم فکر می‌کردم آیا می‌توانیم نقالی را با یک جور نمایش امروزی‌تر ترکیب کنیم و در واقع یک نقالی امروزی داشته باشيم که گرچه یک داستان قدیمی را می‌گوید، اما با نگاه امروز بگوید، گرچه یک داستان آئینی را می‌گوید ولی‌ مسائل اجتماعی امروز هم در آن مطرح باشد.
پیش از برخوانی‌های بیضایی در زبانِ فارسی می‌شود از «مونولوگ‌»های سیّد علی نصر همچون تجربه‌ای مشابه یاد کرد. چیرگیِ روایت بر محاکات را اهلِ پژوهش (پیروی نظریاتِ خودِ بیضایی) از ویژگی‌های نمایشنامه‌های بیضایی گفته و گاه آن را متأثّر از سنّت‌های ایرانیِ نمایش و گاه حتّی احتمالاً به طورِ غیرمستقیم برآمده و شکل‌یافته از نوزاییِ آنچه مارتین پوخنر درامِ «افلاطونی» یا «دایجتیک» نامیده در درامِ مدرنِ مغربی شناخته‌اند.

## گونه‌ها
مریم نعمت طاوسی برخوانی را، فارغ از آنچه بیضایی گفته، غیرداستانی دانسته و گونه‌هایش را سه گروهِ «تک‌خوانی» و «چندخوانی» و «سرخوانی و همسرایی» شناخته و چنین برشمرده است:
1. بلبل‌خوانی
2. بهارخوانی
3. بیت‌خوانی
4. پامنبری‌خوانی
5. چاووشی‌خوانی
6. خیام‌خوانی
7. دنگ‌خوانی
8. سَبالو
9. سحرخوانی
10. شروه‌خوانی
11. شئرخوانی
12. قوالی
13. گل‌گردانی
14. گلدسته‌خوانی
15. مداحی
16. مرثیه‌خوانی
17. مناجات‌خوانی
18. مناسبت‌خوانی
19. مورخوانی
20. مولودخوانی
21. نِشیدخوانی
22. نعت‌خوانی
23. نوحه‌خوانی
24. نوروزی‌خوانی
25. واسونک
26. هوره‌خوانی

### تاریخ برخوانی
گونه‌ای نقّالیِ تاریخِ «اساطیری و حقیقی» بوده که با موسیقی در جاهای گوناگونِ ایران اجرا می‌شده است.

## فنون
اوایلِ قرنِ پانزدهمِ هجریِ خورشیدی یدالله آقا عبّاسی برخوانی را، بی اشاره به وضعِ بیضایی لفظش را، رده‌ای از نمایشِ ایرانی شناخته و حدودِ دویست فنّش را برشمرد.

### توضیحات
1. ↑  عمدتاً حوالیِ سالِ ۱۳۴۰ نوشته شده و در کتابِ سه بَرخوانی (۱۳۷۶) آمده‌اند.

### ارجاعات
1. ↑  سمامی حائری، «شیوه‌های نمایش در ایران»، ۶۰.
2. ↑  ثمینی، «تماشاخانهٔ اساطیر»، ۳۳۹.
3. ↑  رضایی راد، «اَدَبیّاتِ نَمایشی»، ۵۹۶.
4. ↑  بیضایی و دیگران، «نقد و بررسی «سه برخوانی»»، ۳۰.
5. ↑  محبی، «روایت‌شناسی درام»، ۸۱−۸۳.
6. ↑  نجومیان، «نامه‌های بی‌نشانی»، ۴۴.
7. ↑  بیضایی و  عبدی، «اینجا تک‌گویی حاکم است نه گفت‌وگو!»، ۱۹.
8. ↑  نصر، سید علی (۱۴۰۲).  کوثر، فرشته، ویراستار. صحنه و روشنگری: آثار نمایشی سید علی نصر. تهران: نشر نو.
9. ↑  محبّی
10. ↑  ثامتی
11. ↑  نعمت طاوسی، «فرهنگ نمایش‌های سنتی و آئینی ایران»، ۲۶−۲۷.
12. ↑  نعمت طاوسی، «فرهنگ نمایش‌های سنتی و آئینی ایران»، ۲۰۹−۲۲۳.
13. ↑  رئیسی، «فرهنگ لغات و اصطلاحات نمایش‌های آیینی و سنتی»، ۳۲۰.
14. ↑  آقا عباسی، «فنون نمایش‌های ایرانی»، ۷۱−۱۰۱.